# Лађевац (Окучани)
Лађевац је насељено мјесто у Западној Славонији. Припада општини Окучани, у Бродско-посавској жупанији, Република Хрватска.

## Географија
Лађевац се налази 3 км западно од Окучана.

## Историја
Лађевац се од распада Југославије до маја 1995. године налазио у Републици Српској Крајини. До територијалне реорганизације насеље се налазило у саставу бивше општине Нова Градишка.

## Становништво
Према попису становништва из 2011. године, насеље Лађевац је имало 269 становника.
| Националност       | 2011. | 1991. | 1981. | 1971. | 1961. |
| Срби               | 75    | 385   | 398   | 526   | 604   |
| Хрвати             | 246   | 24    | 33    | 31    | 24    |
| Југословени        | —     | 4     | 34    | 1     |       |
| остали и непознато | 15    | 11    |       | 7     |       |
| Укупно             | 336   | 424   | 465   | 565   | 628   |

| Демографија | Демографија | Демографија |
| Година      | Становника  | Становника  |
| ----------- | ----------- | ----------- |
| 1961.       | 628         |             |
| 1971.       | 565         |             |
| 1981.       | 465         |             |
| 1991.       | 424         |             |
| 2001.       | 336         |             |
| 2011.       |             | 269         |

## Попис 1991.
На попису становништва 1991. године, насељено место Лађевац је имало 424 становника, следећег националног састава:
| Попис 1991.‍  | Попис 1991.‍  | Попис 1991.‍ | Попис 1991.‍ | Попис 1991.‍ |
| ------------ | ------------ | ----------- | ----------- | ----------- |
|              |              |             |             |             |
| Срби         | Срби         |             | 385         | 90,80%      |
| Хрвати       | Хрвати       |             | 24          | 5,66%       |
| Југословени  | Југословени  |             | 4           | 0,94%       |
| Украјинци    | Украјинци    |             | 1           | 0,23%       |
| неопредељени | неопредељени |             | 2           | 0,47%       |
| регион. опр. | регион. опр. |             | 1           | 0,23%       |
| непознато    | непознато    |             | 7           | 1,65%       |
| укупно: 424  |              |             |             |             |